# Uadi Tafna
El Tafna (o Uadi Tafna) es un curso de agua de Argelia ubicado en el noroeste del país. Comúnmente calificado de arroyo, se trata de hecho de un río. Atraviesa los valiatos de Tremecén y de Aïn Témouchent antes de desembocar en el Mediterráneo.

## Historia
En la Edad Antigua, debido a los errores de los copistas lo llamaban el río Ligar. Ha sido también llamado Nigrensis.
En el siglo XI, Al-Bakri menciona que el Tafna es navegable.
Asimismo, el geógrafo, Mac Carthy, menciona que en 1850 los pescadores españoles remontaban el río.
El río ha dado su nombre al tratado del Tafna firmado el 30 de mayo de 1837 entre el emir Abdelkader y Bugeaud.

## Curso de agua
El Tafna nace en el Jebel Merchiche, en los Montes de Tremecén cerca de Sebdou, a 1600 metros de altitud.
En el periodo de aguas altas, una parte del caudal del río está alimentado por las surgencias kársticas de Ghar Boumâaza, porque el Tafna posee un curso subterráneo aguas arriba, cuyas galerías han sido exploradas por los espeleólogos.
Su curso al aire libre, con una longitud de 165 km, se extiende por el valiato de Tremecén, y después de haber superado gargantas sinuosas, penetra en el valiato de Aïn Témouchent, atraviesa la ciudad antigua de Siga, y desemboca en el Mediterráneo, frente a la isla de Rachgoun.
Su cuenca hidrográfica tiene una superficie de 7250 km² y alimenta cinco embalses: Beni Bahdel, El-Meffrouch, Sidi Abdelli, Hammam Boughrara y Sikkak.
El Tafna tiene como afluentes y subafluentes el uadi Khémis, el uadi Bou Kiou, el uadi Dahman, el uadi Zitoun, el Sikkak, el Mouilha, el uadi Bou Khallouf, el uadi Tellout y el uadi Isser. A través de su subafluente el Uadi Isly, la cuenca hidrográfica de Tafna se extiende parcialmente hasta Marruecos.

## Irrigación
La  cuenca proporciona el agua necesaria para  2 millones de personas y para sus diversos usos. Los embalses tienen una capacidad global de 380 106 m³, pero la sequía ha generado un declive creciente de los recursos en agua superficial y subterráneas desde mediados de los años 1970.
Sin embargo, la cuenca es importante por el dinamismo agrícola de su huerta, y la producción de melones y sandías que surten los mercados de Tremecén y de Orán.